# Hans Reimar von Kleist
Hans Reimar von Kleist (* 11. April 1736 in Heiligenbeil; † 10. März 1806 in Oels) war ein preußischer Generalmajor.

## Leben

### Herkunft
Hans Reimar entstammte der Familie von Kleist. Er war der elfte Sohn des preußischen Obersts und Erbherrn auf Schmenzin und Stavenow, Andreas Joachim von Kleist (1678–1738) und der Marie Elisabeth von Hake (1700–1758). Er hatte fünfzehn Geschwister, darunter Generalmajor Friedrich Wilhelm Gottfried Arnd von Kleist (1724–1767).

### Militärkarriere
Kleist wurde am 8. April 1752 in die Ritterakademie in Brandenburg an der Havel aufgenommen. Im Dezember 1752 folgte als Standartenjunker seine Anstellung im Kürassierregiment „von Kyaw“ der Preußischen Armee. Dort wurde er 1754 Kornett und am 11. Dezember 1757 Leutnant. Bei Zorndorf wurde er zweimal verwundet, focht aber auch nach seinem Selbstzeugnis sehr erfolgreich im Siebenjährigen Kriege. So hatte er u. a. „20 Kanonen erobert und 1000 Gefangene gemacht.“
Als Rittmeister mit Patent vom 12. Mai 1762, wechselte Kleist am 4. März 1762 in das Husarenregiment „von Kleist“, wo er eine eigene Eskadron erhielt. Bereits am 10. Mai 1763 wurde er zu den „Weißen Husaren“, dem Husarenregiment „von Bohlen“ versetzt und avancierte am 5. September 1775 zum Major. Als solcher machte er den Bayerischen Erbfolgekrieg mit. Am 20. Juni 1787 wurde er zum Oberstleutnant befördert und Kommandeur des Husarenregiments „Eugen von Württemberg“. Am 7. August 1788 wurde er zum Oberst sowie schließlich am 14. Januar 1793 zum Generalmajor ernannt. Bei einer Revue im Jahre 1789 erhielt er den Orden Pour le Mérite.
Er nahm 1794 an den Kämpfen in Polen teil, wurde aber am 4. November 1794 von der Teilnahme am Ersten Koalitionskrieg entbunden. Am 27. November 1794 erhielt Kleist auf eigenen Wunsch den Abschied, angeblich, weil Blücher, welcher erst Oberst war, ihm vorgezogen wurde.
Seit 1764 gehörte er zu den Minores des Domkapitels zu Brandenburg.

### Familie
Kleist war zunächst 1763 mit Casparine Elisabeth Luise von Schlabrendorff (1741–1766), 1768 ein weiteres Mal mit Antoinette Maria Josepha von Dumont († 1809) vermählt. Aus der zweiten Ehe gingen vier Söhne hervor:
- Hans Josef Reimar (* 20. Juli 1771; † 13. Januar 1834), Premierleutnant ⚭ Albertine Henriette von Hautcharmoy
- Karl Joachim Wilhelm (* 1777; † 17. Oktober 1806 bei Nordhausen)
- Christian Wilhelm (* 1781; † 29. August 1795)
- Wilhelm Eugen Ludwig (* 15. Mai 1788; † 15. Juni 1809 bei Zittau)